# Mama's en papa's
Mama's en papa's is de tweede single van het album Tele-Romeo van de meidengroep K3. De single kwam uit op 15 september 2001.
De hoogste positie in België in de Ultratop 50 was plaats nummer 18 en stond 10 weken in de Ultratop 50. In Nederland kwam de single de hitlijsten niet binnen.

## Tracklist
1. Mama's en papa's (3:00)
2. Mama's en papa's (instrumentaal) (3:00)

## Hitnotering
Vlaamse Ultratop 50
| Mama's en papa's in de Ultratop 50 - binnen: 29-09-2001/Laatste notering 01-12-2001 | Mama's en papa's in de Ultratop 50 - binnen: 29-09-2001/Laatste notering 01-12-2001 | Mama's en papa's in de Ultratop 50 - binnen: 29-09-2001/Laatste notering 01-12-2001 | Mama's en papa's in de Ultratop 50 - binnen: 29-09-2001/Laatste notering 01-12-2001 | Mama's en papa's in de Ultratop 50 - binnen: 29-09-2001/Laatste notering 01-12-2001 | Mama's en papa's in de Ultratop 50 - binnen: 29-09-2001/Laatste notering 01-12-2001 | Mama's en papa's in de Ultratop 50 - binnen: 29-09-2001/Laatste notering 01-12-2001 | Mama's en papa's in de Ultratop 50 - binnen: 29-09-2001/Laatste notering 01-12-2001 | Mama's en papa's in de Ultratop 50 - binnen: 29-09-2001/Laatste notering 01-12-2001 | Mama's en papa's in de Ultratop 50 - binnen: 29-09-2001/Laatste notering 01-12-2001 | Mama's en papa's in de Ultratop 50 - binnen: 29-09-2001/Laatste notering 01-12-2001 | Mama's en papa's in de Ultratop 50 - binnen: 29-09-2001/Laatste notering 01-12-2001 |
| Week                                                                                | 1                                                                                   | 2                                                                                   | 3                                                                                   | 4                                                                                   | 5                                                                                   | 6                                                                                   | 7                                                                                   | 8                                                                                   | 9                                                                                   | 10                                                                                  |                                                                                     |
| ----------------------------------------------------------------------------------- | ----------------------------------------------------------------------------------- | ----------------------------------------------------------------------------------- | ----------------------------------------------------------------------------------- | ----------------------------------------------------------------------------------- | ----------------------------------------------------------------------------------- | ----------------------------------------------------------------------------------- | ----------------------------------------------------------------------------------- | ----------------------------------------------------------------------------------- | ----------------------------------------------------------------------------------- | ----------------------------------------------------------------------------------- | ----------------------------------------------------------------------------------- |
| Nummer                                                                              | 29                                                                                  | 28                                                                                  | 24                                                                                  | 19                                                                                  | 18                                                                                  | 30                                                                                  | 36                                                                                  | 39                                                                                  | 40                                                                                  | 46                                                                                  | uit                                                                                 |